# Transports en commun de Mende
Max Mende Mobilités, quelquefois abrégé en Max, est le nom commercial du service de transport en commun de la ville de Mende. Il dessert uniquement cette commune à l’aide d’un réseau composé de 3 lignes régulières, 2 assurant le service du lundi au vendredi tandis que la dernière circule uniquement le samedi.
Créé le 2 janvier 2025, son exploitation est confiée, dans le cadre d’une délégation de service public, au groupement SAS Transports Boulet et SAS Hugon Tourisme.

## Historique
Un précédent réseau circulait de 2000 au 31 décembre 2024. Ce réseau nommé Transports urbains mendois avait deux lignes du lundi au vendredi, la 1 et la 2. Le samedi une seule ligne circulait, la 3.

Ancien logo Tum
Logo Max Mende Mobilités
Logo Max Mende Mobilités (Logo simplifié)

## Présentation
Le réseau est en place depuis 2025. Ce réseau se caractérise par une offre de mobilités; Max Bus composé de deux lignes circulant du lundi au vendredi en passant par le Foirail et la gare routière, qui sont les principaux arrêts du réseau et d'une ligne fonctionnant le samedi. Max TAD, un service de transport à la demande sur réservation. Max Scolaire, un service destiné au transport scolaire.

## Max Bus

### Lignes de la semaine
Les lignes 1 et 2 fonctionnent du lundi au vendredi sauf les jours fériés.
| Ligne | Caractéristiques | Caractéristiques                                 | Caractéristiques                                 | Caractéristiques                                 | Caractéristiques                                 | Caractéristiques                                 | Caractéristiques                                 | Caractéristiques                                 | Caractéristiques                                 |
| 1     | Mende — Les Boulaines ⥋ Mende — Fontanilles | Mende — Les Boulaines ⥋ Mende — Fontanilles      | Mende — Les Boulaines ⥋ Mende — Fontanilles      | Mende — Les Boulaines ⥋ Mende — Fontanilles      | Mende — Les Boulaines ⥋ Mende — Fontanilles      | Mende — Les Boulaines ⥋ Mende — Fontanilles      | Mende — Les Boulaines ⥋ Mende — Fontanilles      | Mende — Les Boulaines ⥋ Mende — Fontanilles      | Mende — Les Boulaines ⥋ Mende — Fontanilles      |
| ----- | --- | ------------------------------------------------ | ------------------------------------------------ | ------------------------------------------------ | ------------------------------------------------ | ------------------------------------------------ | ------------------------------------------------ | ------------------------------------------------ | ------------------------------------------------ |
| 1     | Ouverture / Fermeture 2 janvier 2025 / — | Longueur —                                       | Durée 28 min                                     | Nb. d’arrêts 29                                  | Matériel Minibus                                 | Jours de fonctionnement L, Ma, Me, J, V          | Jour / Soir / Nuit / Fêtes O / N / N / N         | Voy. / an —                                      | Exploitant Transports Boulet                     |
| 1     | Desserte : - Villes et lieux desservis : Mende (Les Boulaines, Chabannes, Chabrits, Valroze, Jean Jaurès, Foirail, Mairie, Gare routière, Fontanilles) - Gare(s) desservie(s) : Gare de Mende |                                                  |                                                  |                                                  |                                                  |                                                  |                                                  |                                                  |                                                  |
| 1     | Autre : - Arrêts non accessibles aux UFR : — - Particularités : - Date de dernière mise à jour : 16 mars 2025.                                                                                |                                                  |                                                  |                                                  |                                                  |                                                  |                                                  |                                                  |                                                  |
| 1     | Dernière actualisation : — |                                                  |                                                  |                                                  |                                                  |                                                  |                                                  |                                                  |                                                  |
| 2     | Mende — Hôpital ⥋ Mende — Ramilles : Le Chapitre | Mende — Hôpital ⥋ Mende — Ramilles : Le Chapitre | Mende — Hôpital ⥋ Mende — Ramilles : Le Chapitre | Mende — Hôpital ⥋ Mende — Ramilles : Le Chapitre | Mende — Hôpital ⥋ Mende — Ramilles : Le Chapitre | Mende — Hôpital ⥋ Mende — Ramilles : Le Chapitre | Mende — Hôpital ⥋ Mende — Ramilles : Le Chapitre | Mende — Hôpital ⥋ Mende — Ramilles : Le Chapitre | Mende — Hôpital ⥋ Mende — Ramilles : Le Chapitre |
| 2     | Ouverture / Fermeture 2 janvier 2025 / — | Longueur —                                       | Durée 38 min                                     | Nb. d’arrêts 29                                  | Matériel Midibus                                 | Jours de fonctionnement L, Ma, Me, J, V          | Jour / Soir / Nuit / Fêtes O / N / N / N         | Voy. / an —                                      | Exploitant Transports Boulet                     |
| 2     | Desserte : - Villes et lieux desservis : Mende (Hôpital, Causse d'Auge, Chanterperdrix, Gare routière, Jean Jaurès, Ramilles, Le Chapitre) - Gare(s) desservie(s) : Gare de Mende             |                                                  |                                                  |                                                  |                                                  |                                                  |                                                  |                                                  |                                                  |
| 2     | Autre : - Arrêts non accessibles aux UFR : — - Particularités : - Date de dernière mise à jour : 16 mars 2025.                                                                                |                                                  |                                                  |                                                  |                                                  |                                                  |                                                  |                                                  |                                                  |
| 2     | Dernière actualisation : — |                                                  |                                                  |                                                  |                                                  |                                                  |                                                  |                                                  |                                                  |

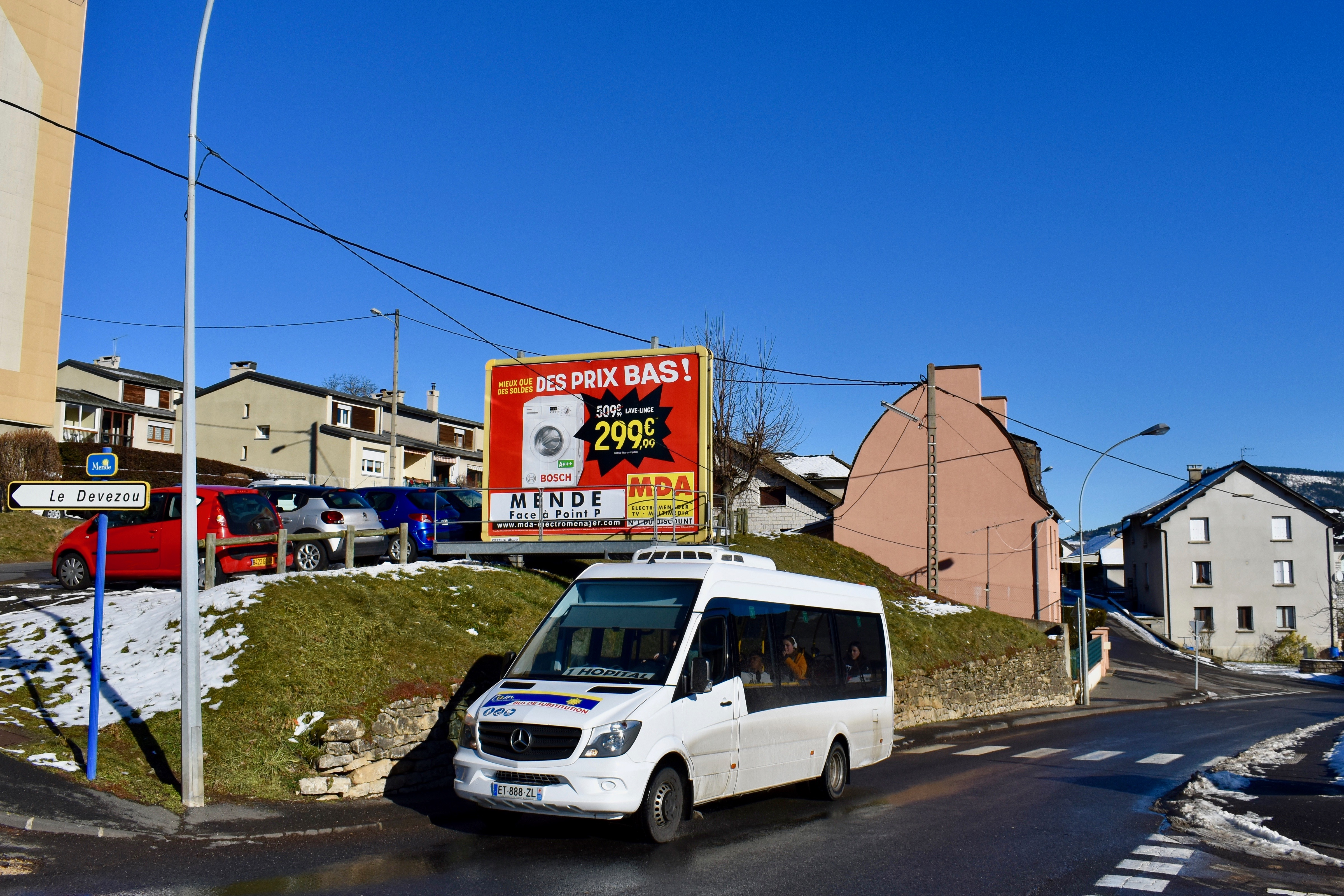
Ligne 1
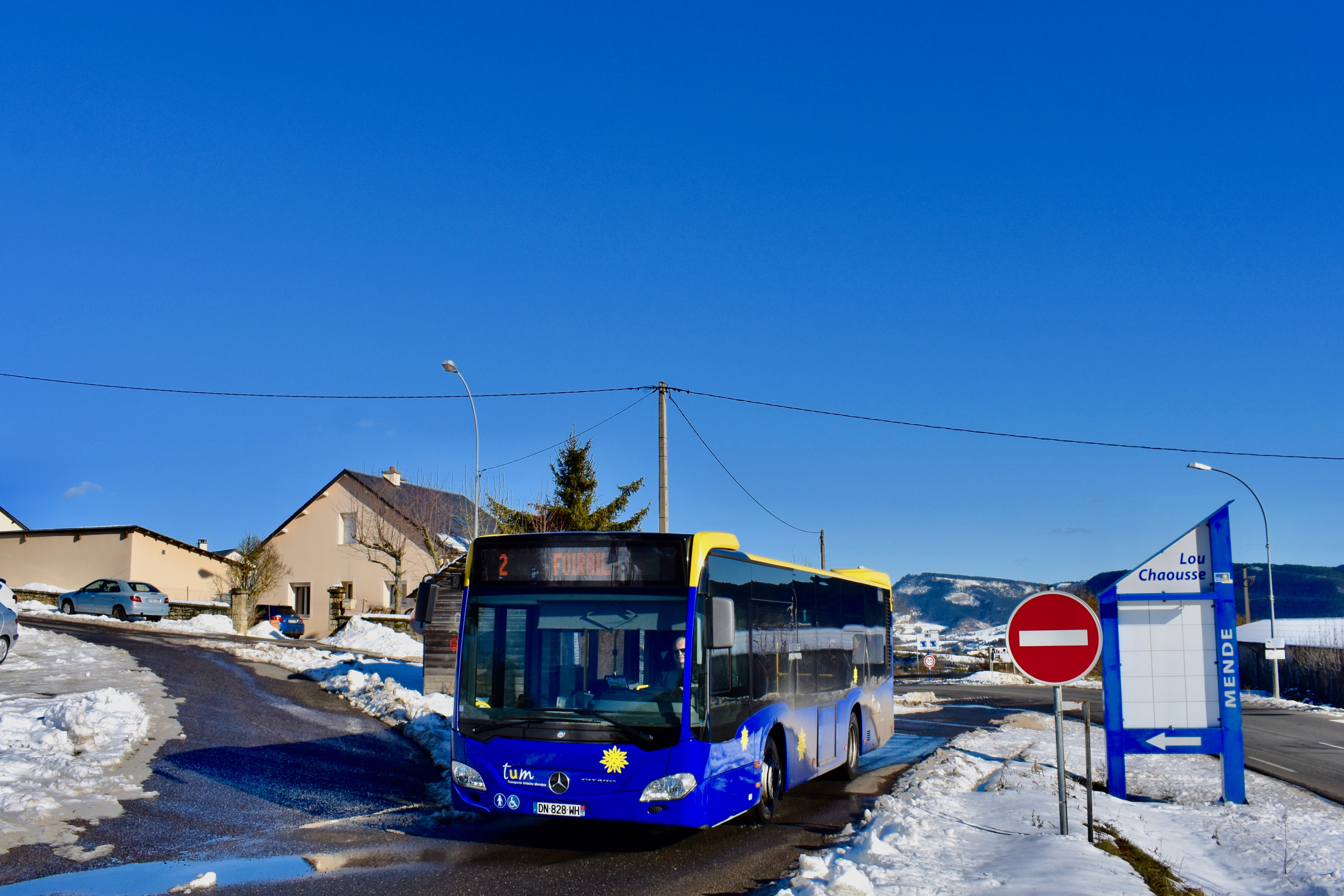
Ligne 2

### Ligne du samedi
Le samedi, seule la ligne 3 dessert la plupart des arrêts du réseau.
| Ligne | Caractéristiques | Caractéristiques                        | Caractéristiques                        | Caractéristiques                        | Caractéristiques                        | Caractéristiques                        | Caractéristiques                         | Caractéristiques                        | Caractéristiques                        |
| 3     | Mende — Hôpital ⥋ Mende — Les Boulaines | Mende — Hôpital ⥋ Mende — Les Boulaines | Mende — Hôpital ⥋ Mende — Les Boulaines | Mende — Hôpital ⥋ Mende — Les Boulaines | Mende — Hôpital ⥋ Mende — Les Boulaines | Mende — Hôpital ⥋ Mende — Les Boulaines | Mende — Hôpital ⥋ Mende — Les Boulaines  | Mende — Hôpital ⥋ Mende — Les Boulaines | Mende — Hôpital ⥋ Mende — Les Boulaines |
| ----- | --- | --------------------------------------- | --------------------------------------- | --------------------------------------- | --------------------------------------- | --------------------------------------- | ---------------------------------------- | --------------------------------------- | --------------------------------------- |
| 3     | Ouverture / Fermeture 2 janvier 2025 / — | Longueur —                              | Durée 13 min                            | Nb. d’arrêts 12                         | Matériel Midibus                        | Jours de fonctionnement Samedi          | Jour / Soir / Nuit / Fêtes O / N / N / N | Voy. / an —                             | Exploitant Transports Boulet            |
| 3     | Desserte : - Villes et lieux desservis : Mende (Hôpital, Chanteperdrix, Gare routière, Fontanilles, Castelsec, Aigues-Passes, Ramilles, Les Boulaines) - Gare(s) desservie(s) : Gare de Mende |                                         |                                         |                                         |                                         |                                         |                                          |                                         |                                         |
| 3     | Autre : - Arrêts non accessibles aux UFR : — - Particularités : - Date de dernière mise à jour : 16 mars 2025.                                                                                |                                         |                                         |                                         |                                         |                                         |                                          |                                         |                                         |
| 3     | Dernière actualisation : — |                                         |                                         |                                         |                                         |                                         |                                          |                                         |                                         |

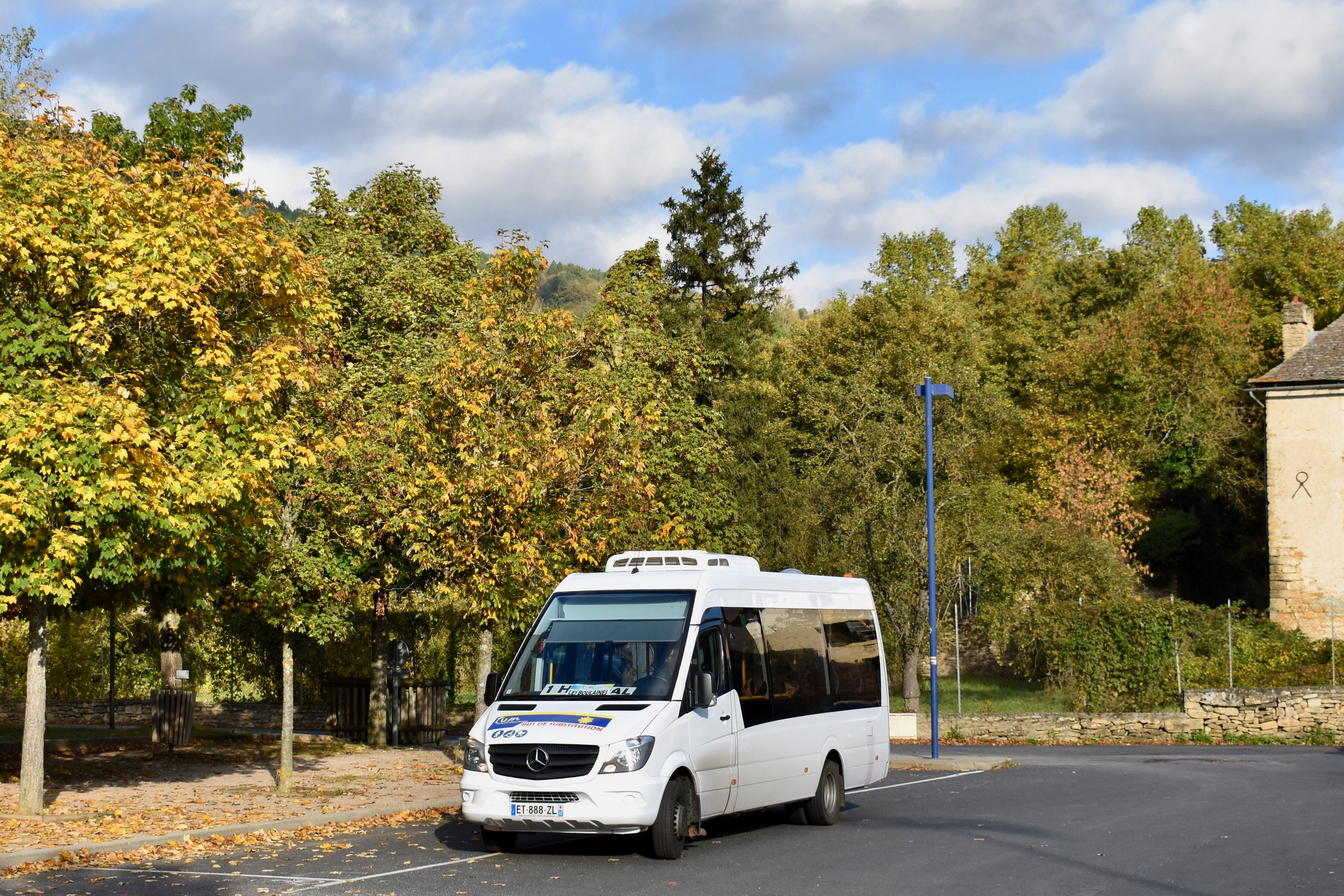
Ligne 3

## Max TAD
Max TAD pour Transport à la demande permet d’offrir une plus grande flexibilité au niveau des horaires, mais aussi d’assurer la liaison avec les quartiers qui ne sont pas desservis par les lignes fixes, tels que Le Mas, Chanteruéjols, Bahours, Chabrits, Sirvens, Gardès, Ramade et le Causse d’Auge en dehors des heures de pointe.
Le service se fait d’arrêt à arrêt : 71 arrêts destinés au TAD sont disponibles, dont quelques-uns en commun avec les lignes fixes de bus 1 et 2.
Amplitude horaire : du lundi au vendredi de 08h40 à 18h00 et le samedi de 08h00 à 12h00. Il ne fonctionne pas le dimanche, ni les jours fériés.
Le TAD a pour objectif d’amener les usagers de l’ensemble de la commune  vers une quinzaine de destinations présélectionnées : des services publics, des services médicaux, des services administratifs,  les commerces…
L’ aller-retour est possible et doit être indiqué au moment de la réservation.
Ce  service de transport est équipé de 3 minibus électriques de 9 places dont 1 accessible aux personnes à mobilité réduite (PMR).
Une possibilité de transport porte à porte est mise en place pour les plus de 75 ans et les personnes à mobilité réduite, qui bénéficient aussi d’une réduction de tarif de 50%.

## Max Scolaire
Max Scolaire est le service destiné au transport scolaire composé de deux lignes complété par une troisième ligne dès septembre 2025. Il est maintenant dissocié du transport en commun urbain avec des véhicules spécialement pour ce service.
| Ligne | Caractéristiques | Caractéristiques                              | Caractéristiques                              | Caractéristiques                              | Caractéristiques                              | Caractéristiques                              | Caractéristiques                              | Caractéristiques                              | Caractéristiques                              |
| SCO1  | Mende — Les Boulaines ⥋ Mende — Les Boulaines | Mende — Les Boulaines ⥋ Mende — Les Boulaines | Mende — Les Boulaines ⥋ Mende — Les Boulaines | Mende — Les Boulaines ⥋ Mende — Les Boulaines | Mende — Les Boulaines ⥋ Mende — Les Boulaines | Mende — Les Boulaines ⥋ Mende — Les Boulaines | Mende — Les Boulaines ⥋ Mende — Les Boulaines | Mende — Les Boulaines ⥋ Mende — Les Boulaines | Mende — Les Boulaines ⥋ Mende — Les Boulaines |
| ----- | --- | --------------------------------------------- | --------------------------------------------- | --------------------------------------------- | --------------------------------------------- | --------------------------------------------- | --------------------------------------------- | --------------------------------------------- | --------------------------------------------- |
| SCO1  | Ouverture / Fermeture 2 janvier 2025 / — | Longueur —                                    | Durée 48 min                                  | Nb. d’arrêts 35                               | Matériel —                                    | Jours de fonctionnement L, Ma, Me, J, V       | Jour / Soir / Nuit / Fêtes O / N / N / N      | Voy. / an —                                   | Exploitant Transports Boulet                  |
| SCO1  | Desserte : - Villes et lieux desservis : Mende (Les Boulaines, Chabannes, Chabrits, Valcroze, Lycée Emile Peytavin, En Crouzant, Le Chapitre, Foirail, Les Bancels, Les Vernèdes, Gare Routière, Lycée Emile Peytavin, Les Boulaines) - Gare(s) desservie(s) : - |                                               |                                               |                                               |                                               |                                               |                                               |                                               |                                               |
| SCO1  | Autre : - Arrêts non accessibles aux UFR : — - Particularités : - Date de dernière mise à jour : 16 mars 2025. |                                               |                                               |                                               |                                               |                                               |                                               |                                               |                                               |
| SCO1  | Dernière actualisation : — |                                               |                                               |                                               |                                               |                                               |                                               |                                               |                                               |
| SCO2  | Mende — Les Iris ⥋ Mende — Foirail | Mende — Les Iris ⥋ Mende — Foirail            | Mende — Les Iris ⥋ Mende — Foirail            | Mende — Les Iris ⥋ Mende — Foirail            | Mende — Les Iris ⥋ Mende — Foirail            | Mende — Les Iris ⥋ Mende — Foirail            | Mende — Les Iris ⥋ Mende — Foirail            | Mende — Les Iris ⥋ Mende — Foirail            | Mende — Les Iris ⥋ Mende — Foirail            |
| SCO2  | Ouverture / Fermeture 2 janvier 2025 / — | Longueur —                                    | Durée 35 min                                  | Nb. d’arrêts 22                               | Matériel —                                    | Jours de fonctionnement L, Ma, Me, J, V       | Jour / Soir / Nuit / Fêtes O / N / N / N      | Voy. / an —                                   | Exploitant Transports Boulet                  |
| SCO2  | Desserte : - Villes et lieux desservis : Mende (Les Iris, Hôpital, La Vernède, Lycée Notre-Dame, Gare routière, Foirail) - Gare(s) desservie(s) : - |                                               |                                               |                                               |                                               |                                               |                                               |                                               |                                               |
| SCO2  | Autre : - Arrêts non accessibles aux UFR : — - Particularités : - Date de dernière mise à jour : 16 mars 2025. |                                               |                                               |                                               |                                               |                                               |                                               |                                               |                                               |
| SCO2  | Dernière actualisation : — |                                               |                                               |                                               |                                               |                                               |                                               |                                               |                                               |
| SCO3  | Mende — Le Mas ⥋ Mende — La Vernède | Mende — Le Mas ⥋ Mende — La Vernède           | Mende — Le Mas ⥋ Mende — La Vernède           | Mende — Le Mas ⥋ Mende — La Vernède           | Mende — Le Mas ⥋ Mende — La Vernède           | Mende — Le Mas ⥋ Mende — La Vernède           | Mende — Le Mas ⥋ Mende — La Vernède           | Mende — Le Mas ⥋ Mende — La Vernède           | Mende — Le Mas ⥋ Mende — La Vernède           |
| SCO3  | Ouverture / Fermeture 1 septembre 2025 / — | Longueur —                                    | Durée 25 min                                  | Nb. d’arrêts 8                                | Matériel —                                    | Jours de fonctionnement L, Ma, Me, J, V       | Jour / Soir / Nuit / Fêtes O / N / N / N      | Voy. / an —                                   | Exploitant Transports Boulet                  |
| SCO3  | Desserte : - Villes et lieux desservis : Mende (Le Mas, Lycée Emile Peytavin, Foirail, Les Bancels, La Vernèdel) - Gare(s) desservie(s) : - |                                               |                                               |                                               |                                               |                                               |                                               |                                               |                                               |
| SCO3  | Autre : - Arrêts non accessibles aux UFR : — - Particularités : - Date de dernière mise à jour : 16 mars 2025. |                                               |                                               |                                               |                                               |                                               |                                               |                                               |                                               |
| SCO3  | Dernière actualisation : — |                                               |                                               |                                               |                                               |                                               |                                               |                                               |                                               |

## État du parc

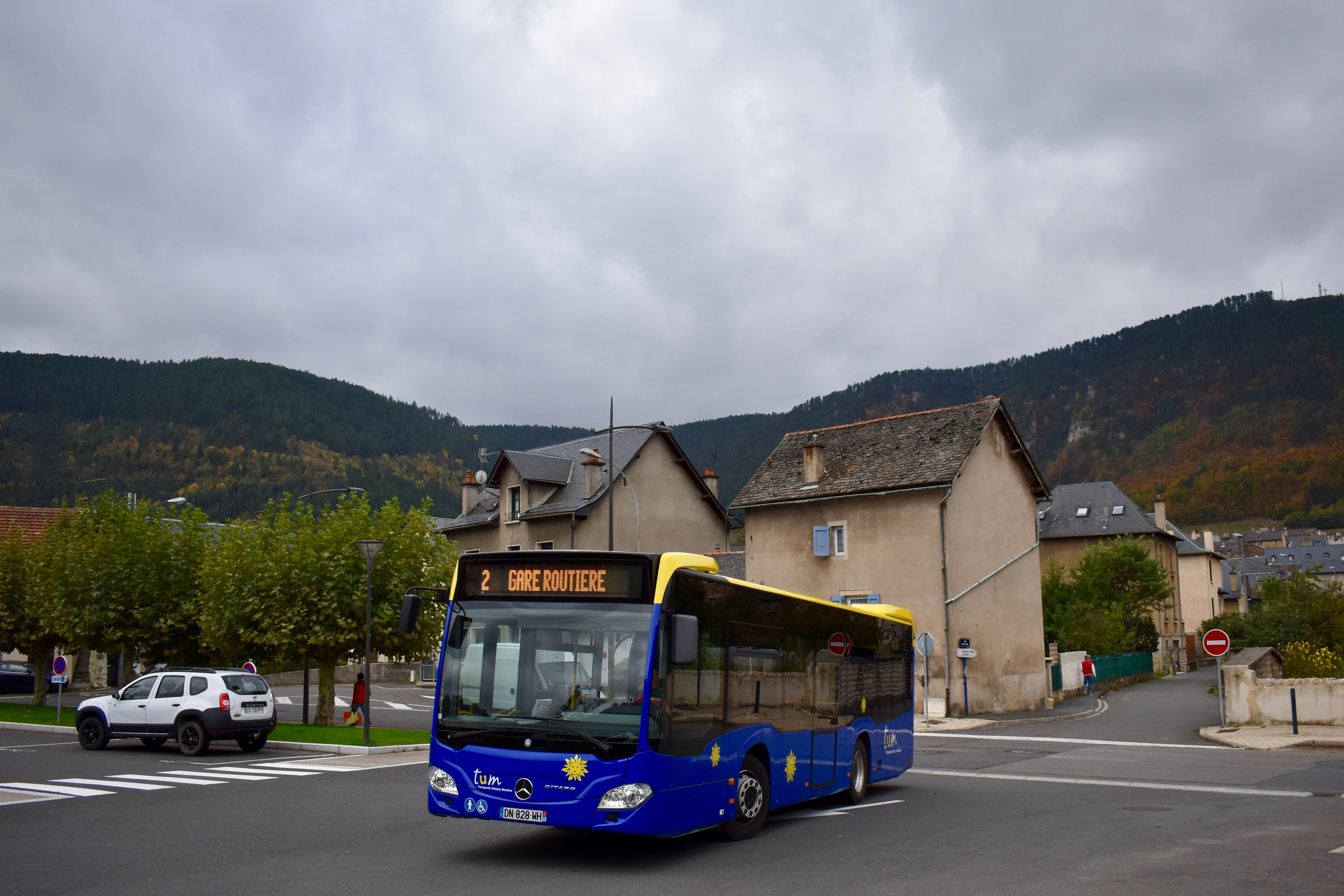
Citaro K C2
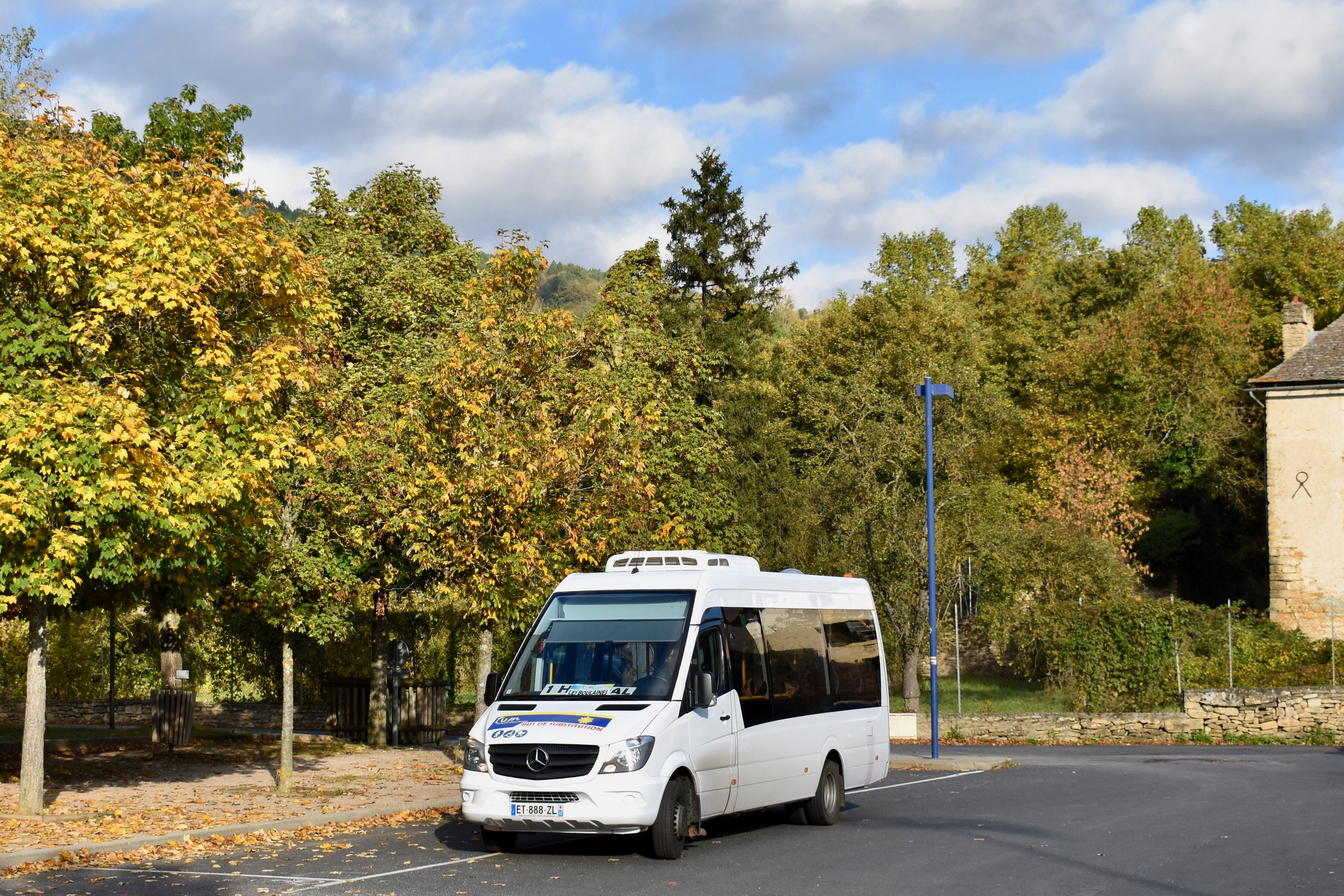
Sprinter 65

État de parc au 26 janvier 2022.
| Modèles                     | Numéros      | Années       | Affectations |
| --------------------------- | ------------ | ------------ | ------------ |
| Midibus (03)                |              |              |              |
| 1 Iveco Bus UrbanWay 10     | GD-443-GE    | 2022         | 2            |
| 1 Mercedes-Benz Citaro K C2 | DN-828-WH    | 2015         | 2            |
| 1 Mercedes-Benz Citaro K    | AH-489-VN    | 2009         | 2            |
| 1 Van Hool A330             | Indisponible | Indisponible | Réserve      |
| Minibus (03)                |              |              |              |
| 1 Mercedes-Benz Sprinter 75 | FG-173-GV    | 2019         | 1 3          |
| 1 Mercedes-Benz Sprinter 65 | DF-700-YQ    | 2014         | 1 3          |
| 1 Renault Multirider        | EQ-413-DD    | 2005         | Réserve      |

- Citaro K C2
- Sprinter 65